# SK Træff
Sportsklubben Træff est un club de sport norvégien basé à Molde. Il comporte une section de handball et de football. 
Le club a été fondé le 1er octobre 1924.
L'équipe de football masculine joue pendant plusieurs années dans la 3e division norvégienne (aujourd'hui dénommée Oddsenligaen). Après avoir connu une période en 4e division, le club retrouve la 3e division en 2011.

## Saisons du SK Træff
| Saison | Div. | Place | Groupe | Note                    |
| ------ | ---- | ----- | ------ | ----------------------- |
| 2018   | 3    | 2     | 1      |                         |
| 2017   | 3    | 9     | 5      |                         |
| 2016   | 4    | 3     | 8      | Promu                   |
| 2015   | 3    | 14    | 4      | Relégué                 |
| 2014   | 3    | 10    | 2      |                         |
| 2013   | 3    | 4     | 1      |                         |
| 2012   | 3    | 10    | 2      |                         |
| 2011   | 4    | 1     |        | Promu                   |
| 2010   | 4    | 2     |        |                         |
| 2009   | 4    | 2     |        |                         |
| 2008   | 4    | 2     | 18     |                         |
| 2007   | 4    | 1     | 18     | Battu en qualifications |
| 2006   | 4    | ?     |        |                         |
| 2005   | 3    | 12    | 2      | Relégué                 |
| 2004   | 4    | 1     |        | Promu                   |
| 2003   | 4    | 1     |        | Battu en qualifications |
| 2002   | 3    | 13    | 2      | Relégué                 |
| 2001   | 3    | 5     | 3      |                         |
| 2000   | 3    | 7     | 6      |                         |
| 1999   | 3    | 5     | 6      |                         |

## Équipe féminine
L'équipe féminine du SK Træff, depuis la fusion des sections féminines du Molde FK et de Træff à la fin des années 1990, est parvenue à plusieurs reprises en 16e de finale de la Coupe de Norvège de football féminin (2003, 2004, 2009, 2011 et 2012).